# 多尔西诺波利斯
多尔西诺波利斯是巴西圣保罗州的一个市镇。总面积78.144平方公里，总人口2181人，人口密度27.9人/平方公里。